# 1.º Exército de Cavalaria Bolchevique

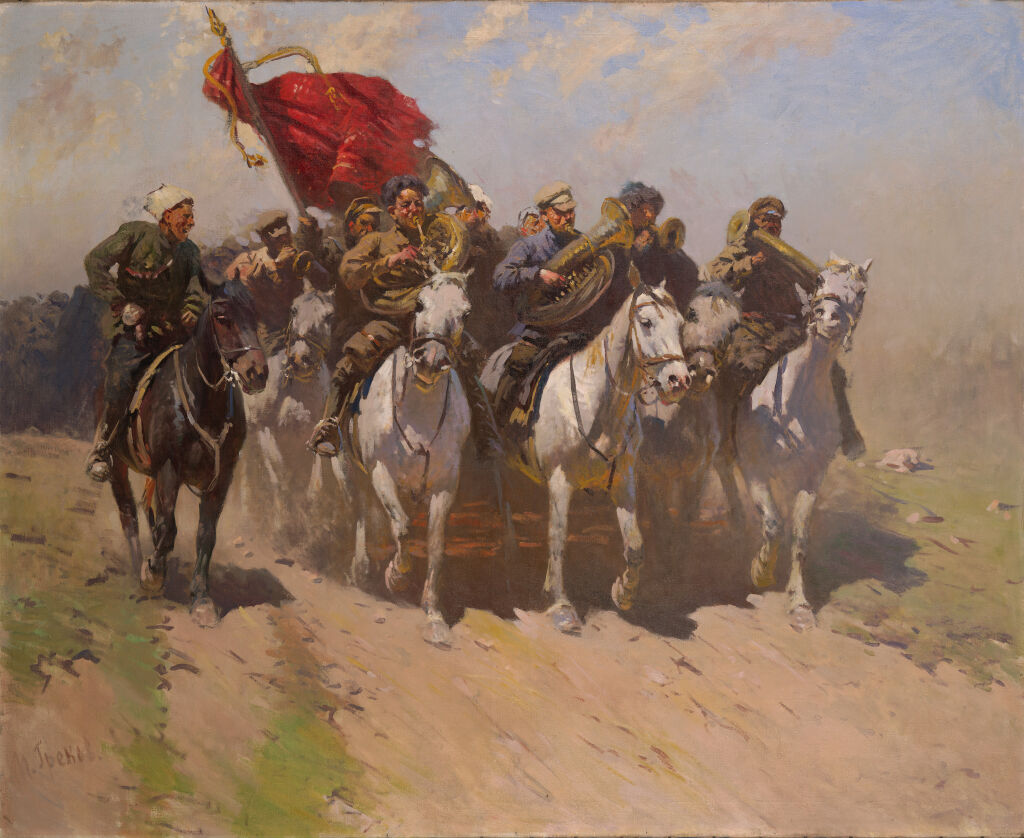
Uma visão poética do Iº Exército. Quadro de Mitrophan Grekov, 1934

O 1.º Exército de Cavalaria Bolchevique (em russo:  Первая конная армия) também conhecida como A cavalaria de Budionny ou Konarmia. foi uma das mais destacadas formações militares do Exército Vermelho durante a Guerra Civil Russa e na Guerra Polaco-Soviética. Sua história está intimamente ligada à figura de seu comandante, Semion Mikhailovich Budionny.

## Formação
Em 1918, quando do início da Guerra Civil, Budionny, veterano de baixa patente do antigo exército imperial russo, recrutou cossacos na região do Rio Don para defender a revolução bolchevique. Esta força rapidamente cresceu em números e acabou recebendo a denominação de Iº Exército de Cavalaria, formando um força de guerrilha até se tornar em uma força regular, sob o comando militar de Budionny e a assessoria política de Kliment Voroshilov.
Em agosto de 1920, às vésperas da batalha de Komarow, a cavalaria estava com um contingente de 11.597 cavaleiros, 1.418 infantes, 387 metralhadoras e 72 canhões de campanha.

## Ligação externa
- Brown, Stephen (1990). The First Cavalry Army in the Russian civil war, 1918-1920 (em inglês). [S.l.: s.n.] 396 páginas